# Celsus-Bibliothek

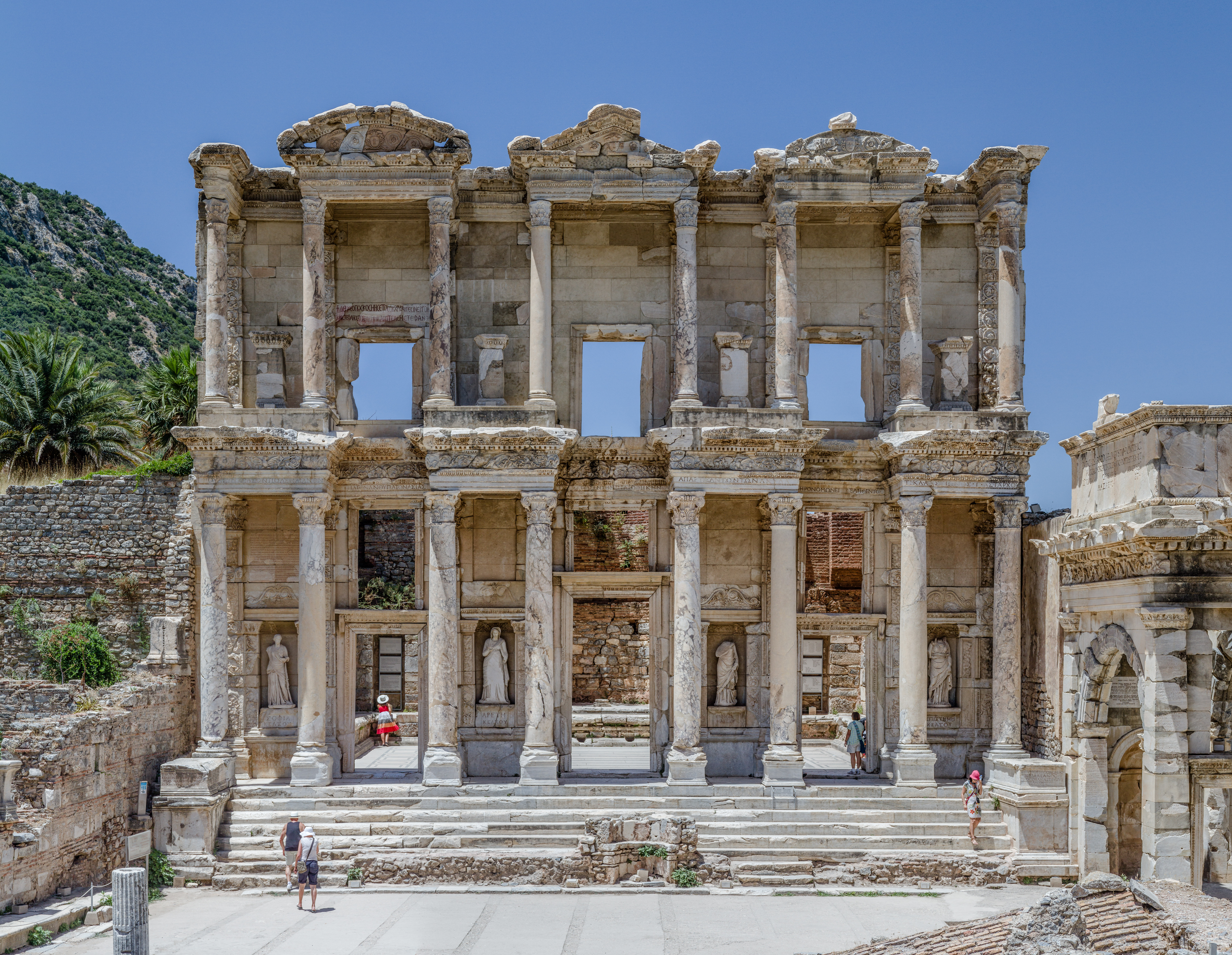
Die 1978 wiedererrichtete Fassade der Celsus-Bibliothek

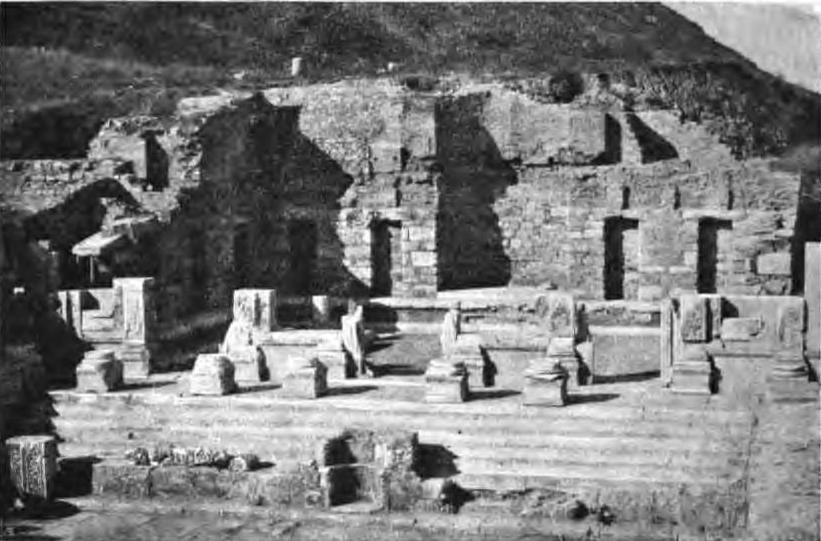
Die Celsus-Bibliothek nach der 1905 abgeschlossenen Ausgrabung

Die Celsus-Bibliothek war eine öffentliche antike Bibliothek römischer Zeit in Ephesos (nahe der heutigen Stadt Selçuk in der Türkei). Ihre Überreste wurden 1903 bei Ausgrabungen entdeckt. Erbaut wurde sie zwischen 117 und 125 durch die Familie des Suffektkonsuls Iulius Celsus, die dem Ritterstand angehörte. Wie lange die Bibliothek in Betrieb war, ist unbekannt. Spätestens im 3. oder 4. Jahrhundert wurde das Gebäude in ein Wohnhaus integriert.
Die Celsus-Bibliothek wurde zu einer Zeit errichtet, als es im Römischen Reich bereits zahlreiche öffentliche Bibliotheken gab. Diese wurden oft von reichen oder einflussreichen Personen gestiftet, so auch die Celsus-Bibliothek, die zugleich als Denkmal und Mausoleum für Iulius Celsus diente. Teile des Gebäudes konnten in den Jahren 1903 bis 1904 freigelegt werden. Der Wiederaufbau der eingestürzten Fassade erfolgte von 1970 bis 1978; er machte die Bibliothek auch über die Fachwelt hinaus bekannt.
Informationen zu Ausstattung, Organisation und Geschichte der Bibliothek sind nur inschriftlich überliefert.

## Name und Überlieferung

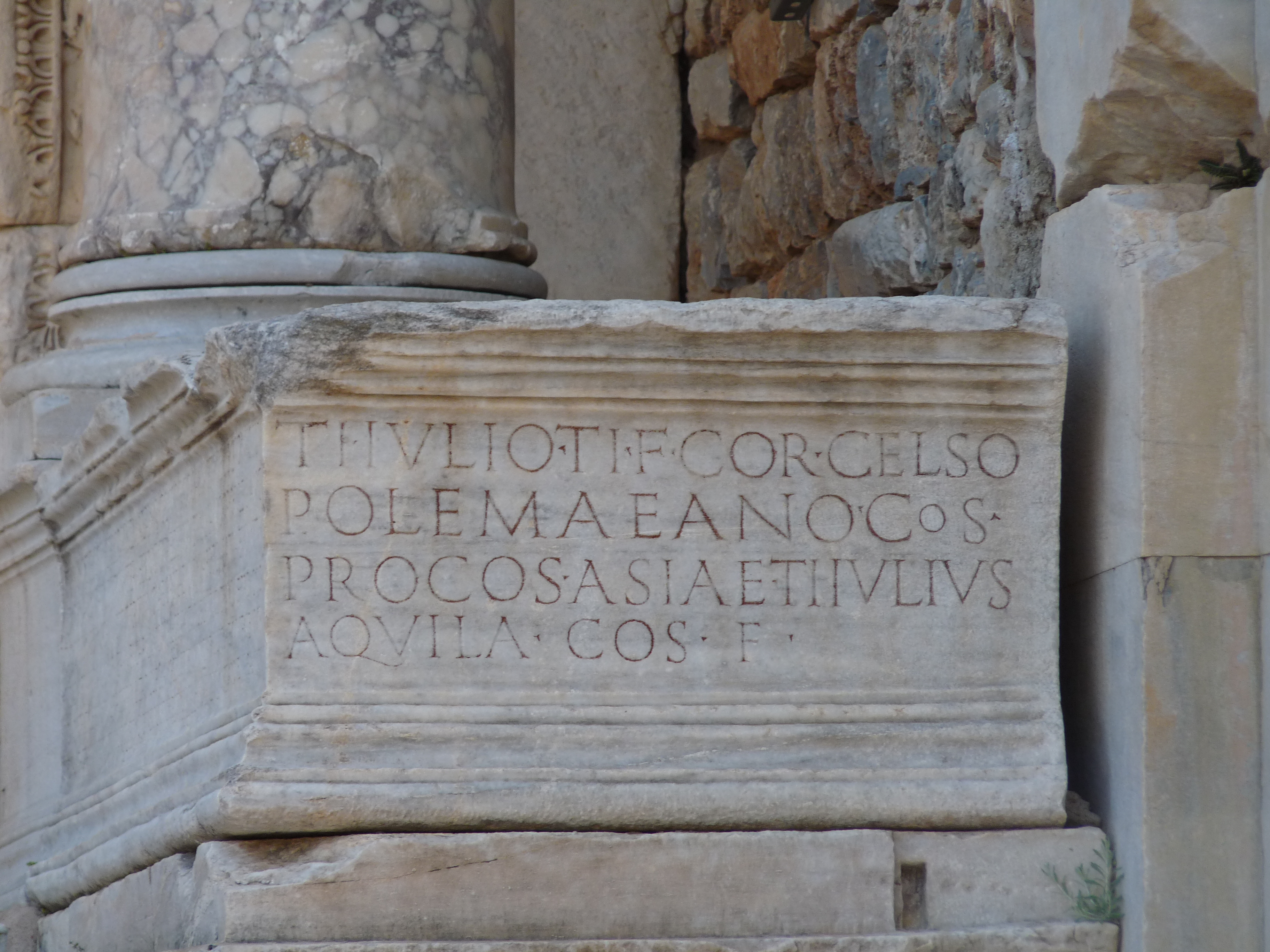
Inschrift an der Celsus-Bibliothek

Zur Bibliothek des Celsus gibt es keine literarischen Quellen. Die schriftliche Überlieferung beschränkt sich auf Inschriften in Stein, die an der Bibliothek angebracht waren und später in ihrer Nähe gefunden wurden. Eine der Inschriften bezeichnet das Gebäude als die Celsus-Bibliothek.
Die Bauinschrift ist am Architrav des Untergeschosses lesbar. Ebenfalls an der Fassade, über der Statue der Sophia (Weisheit), berichtet eine längere Inschrift von der Stiftung. Weitere teils ausführliche Inschriften in lateinischer und altgriechischer Sprache befanden sich an anderen Stellen der Fassade, an deren Rückseite sowie zu beiden Seiten der Treppe.

## Archäologischer Befund

### Lage und Ausrichtung

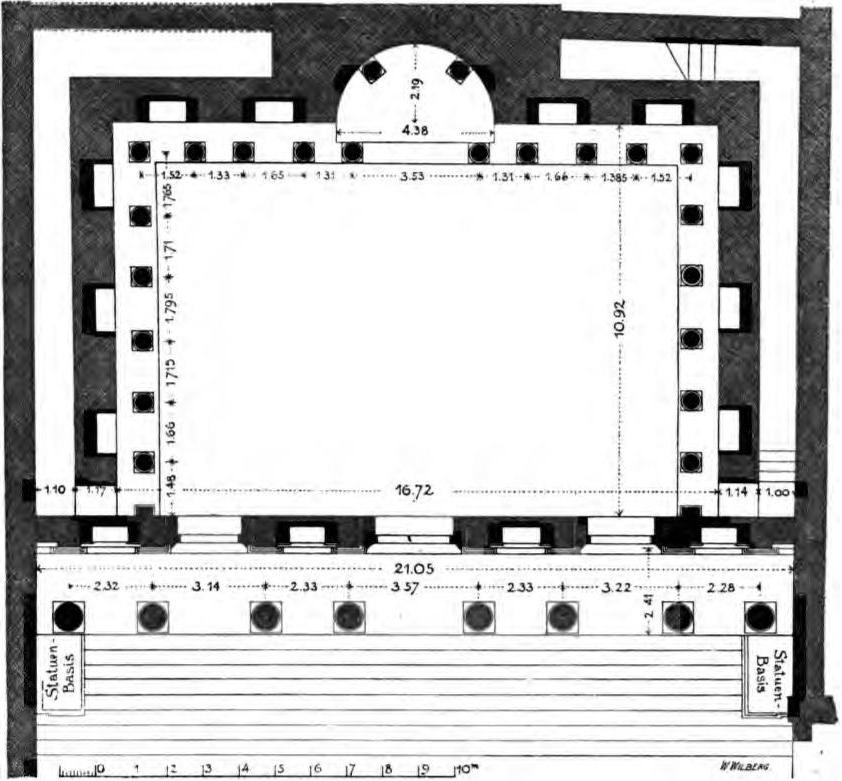
Grundriss

Die Bibliothek befand sich im antiken Stadtzentrum südlich von der unteren Agora, einem der beiden Marktplätze der Stadt. Hier endete ein alter, heute Kuretenstraße genannter Prozessionsweg, der seine nördliche Fortsetzung in einer marmorgedeckten Prachtstraße fand. An deren Beginn stand auf der westlichen Straßenseite die Bibliothek. Entlang der Kuretenstraße waren schon zuvor Grab- und Ehrenmonumente für herausragende Persönlichkeiten der Stadt errichtet worden, weitere Monumente folgten.
Wie es der römische Architekt Vitruv im 1. Jahrhundert v. Chr. für Bibliotheksbauten verlangt hatte, öffneten sich  Türen und Fenster nach Osten. Als Grund gab er an, die Bücher könnten auf diese Art vom Morgenlicht getrocknet und vor Schimmel geschützt werden.

### Eingangsbereich und Fassade

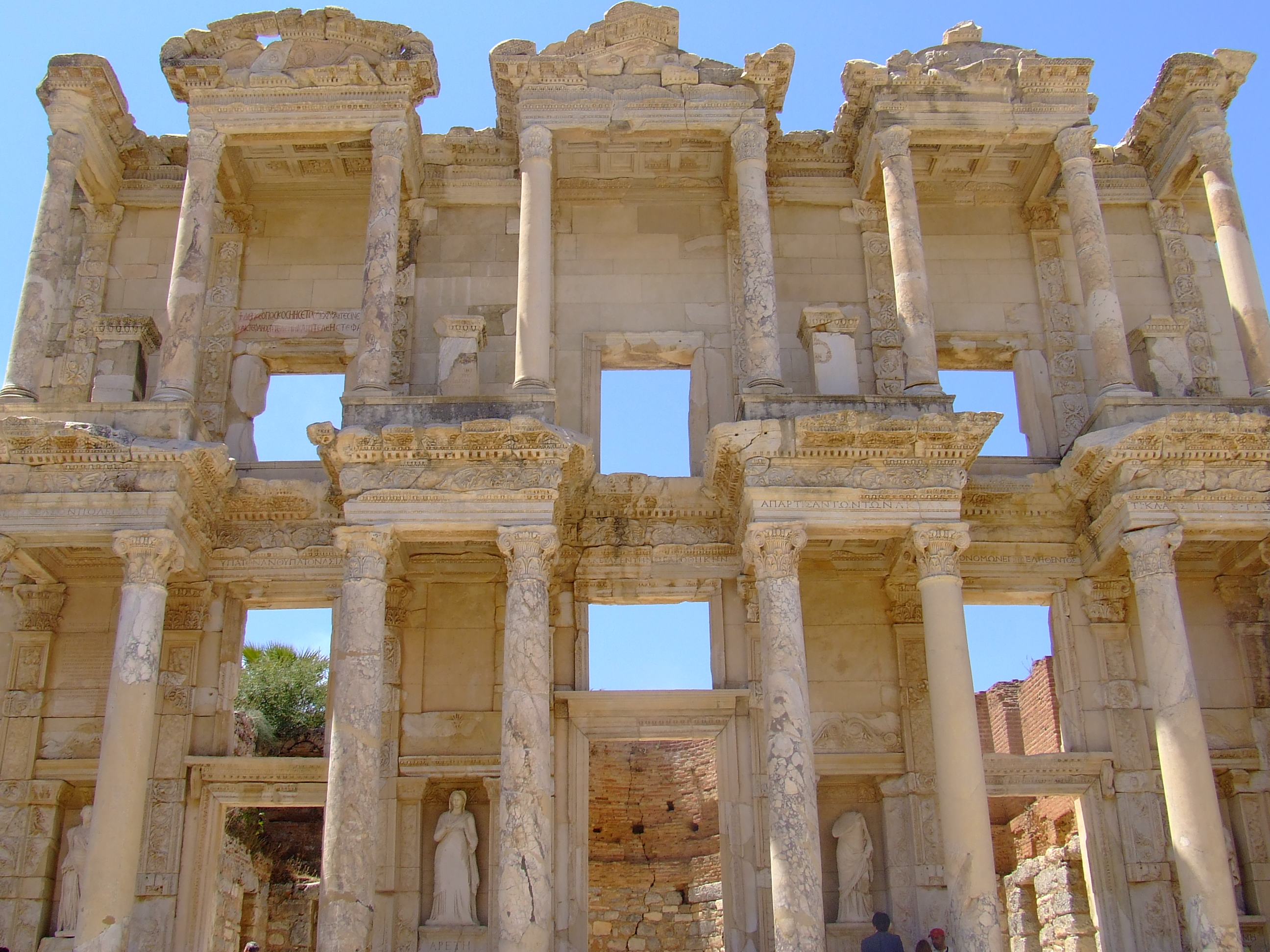
Ausschnitt der wiedererrichteten Fassade

Die Bibliotheksfassade ist 21 Meter lang und über 16 Meter hoch. Zum Eingang führt eine monumentale, neunstufige Freitreppe, links und rechts von großen Statuensockeln gefasst. Acht Säulen kompositer Ordnung gliedern die aus Marmor errichtete, zweigeschossige Fassade und tragen vorspringende, verkröpfte Gebälke. Zwischen der Fassade und der Bibliothekshalle ergibt sich hierdurch eine zweieinhalb Meter tiefe „Vorhalle“. Oberhalb der Türen öffnen sich sowohl im Unter- als auch im Obergeschoss Fenster. Die Wandflächen des Untergeschosses nehmen vier Statuennischen auf. Ihnen entsprechen vier freistehende Statuensockel zwischen drei ädikulaähnlichen Gliederungselementen im Obergeschoss. Diese „Ädikulä“ werden abwechselnd von Rund- und Dreiecksgiebeln gekrönt.

### Der Bibliothekssaal

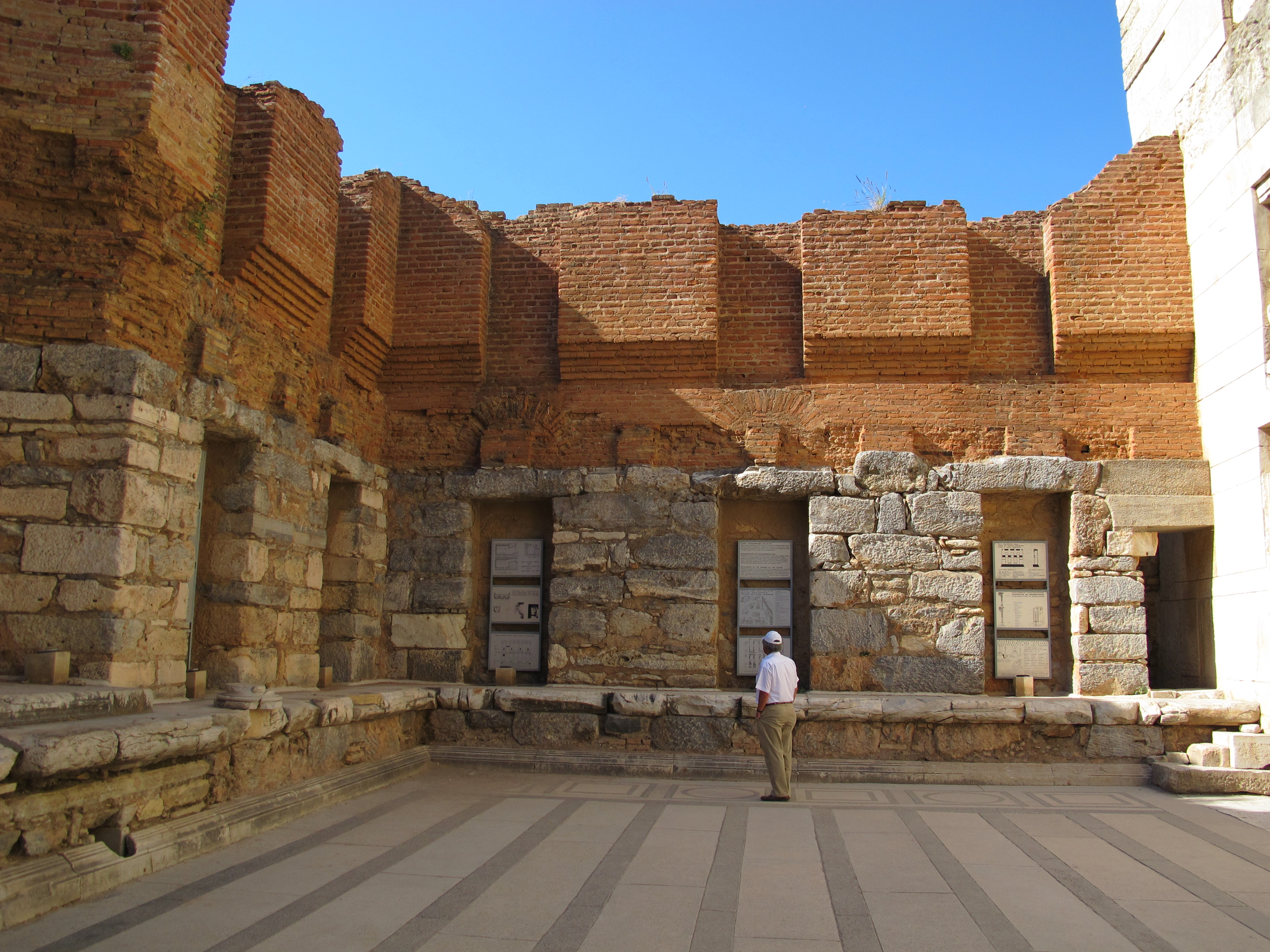
Der Bibliothekssaal heute, deutlich sichtbar die Nischen für die Regale

Nach Durchschreiten einer der drei Türen gelangten die Besucher in den Bibliothekssaal. Dieser hat mit 10,9 m Tiefe und 16,7 m Länge eine Größe von rund 178 Quadratmetern. Die Rückwand der Bibliothek ist bis auf eine Höhe von 7 Metern erhalten. Beim Betreten sah sich der Besucher einer 4,5 Meter breiten, halbrunden Apsis gegenüber. In dieser stand nicht – wie sonst oft üblich – eine Statue, möglicherweise aber ein Altar oder Ähnliches. Zu Seiten der Apsis befanden sich je zwei Nischen, je drei weitere in den beiden seitlichen Wänden. Pro Geschoss gab es folglich zehn dieser Nischen, welche die Regale (Armaria) für die Schriftrollen aufnahmen. Die noch heute erhaltenen Reste der Nischen belegen wenigstens ein zweites Geschoss für die Unterbringung der Regale. Anhand eines Balkenloches an der Apsis ist eine Höhe des Untergeschosses von etwa 4 Metern zu ermitteln. Die Apsis selbst umfasste ebenfalls mindestens zwei Geschosse.
Die Regalnischen haben eine Höhe von 2,6 Meter, eine Breite von über einem Meter und sind bis zum zweiten Stock nachweisbar – möglicherweise gab es sogar ein drittes Stockwerk. Da die Bibliothek keine Zwischendecken hatte, konnte ein Besucher von unten die Regale des zweiten und des möglichen dritten Stockwerks sehen. Von Säulen getragene Gänge verliefen entlang der Wände und ermöglichten den Zugang zu den Schriftrollen der oberen Stockwerke. Die überwiegend aus Ziegeln errichteten Wände – die Celsus-Bibliothek ist eines der ältesten Beispiele dieser römischen Mauertechnik in Kleinasien –, Regale und der Fußboden waren mit Marmor verkleidet. Diese Marmorverkleidung, von der nur Reste erhalten sind, wurde später abgetragen.
Zwischen der Innenmauer mit den Regalen und der Außenmauer der Bibliothek befinden sich schmale Gänge. Sie dienten dazu, den Raum mit den Schriftrollen vor der Feuchtigkeit der Außenmauer zu schützen. Man nimmt an, dass sich in diesen Gängen Holztreppen oder Leitern befanden, über die die Obergeschosse erreicht werden konnten.

### Statuen und Inschriften
Die Fassade ist mit zahlreichen Ornamenten und Skulpturen ausgestattet. Die Originale der vier Statuen des unteren Geschosses befinden sich heute im Kunsthistorischen Museum in Wien. Sie stellen nach den Inschriften in vier Nischen der Fassade die antiken Tugenden Sophia, Arete, Episteme und Ennoia dar. Auf den Statuensockeln links und rechts der Freitreppe standen laut den Inschriften Reiterstatuen des Iulius Celsus. Die Ornamente und Figuren entsprechen dem Stil trajanischer Zeit, bei den vier Statuen der Tugenden könnte es sich um allegorische Darstellungen der Haupttugenden des Iulius Celsus handeln. Drei der vier für das obere Fassadengeschoss inschriftlich erwähnten Statuen stellten den Stifter Iulius Celsus dar, die vierte seinen Sohn Iulius Aquila. Den Statuen des Iulius Celsus waren an dessen Geburtstag laut Inschrift Kränze aufzusetzen.

### Grabkammer und Sarkophag des Celsus
Einer der Gänge führt schräg hinab zu einer kleinen Krypta, der mit einer Tür versehenen Grabkammer des Celsus. Sie befindet sich genau unter der Apsis und enthält den Sarkophag. Die Kammer ist knapp acht Quadratmeter groß, ihre Wände waren verputzt, die Decke weist zwei Fensterchen zur Apsis auf. Wegen der Enge der Kammer und des Zugangs muss der Sarkophag durch die noch offene Decke hinabgelassen worden sein.
Der Sarkophag des Celsus zählt zur Gattung der Girlandensarkophage. Er wurde aus Marmor gefertigt und besteht aus einem Kasten und einem Deckel. Die den Kasten verzierenden Girlanden sind an Niken aufgehängt, der Giebel des Deckels trägt einen Medusenkopf. Die künstlerische Ausgestaltung sehen Forscher als für die Zeit üblich an, dennoch handelt es sich um einen vergleichsweise kostbaren Sarkophag. Bei seiner Öffnung 1905 fanden Archäologen die Gebeine des Celsus sowie kleinere Beigaben.

### Wiedererrichtung

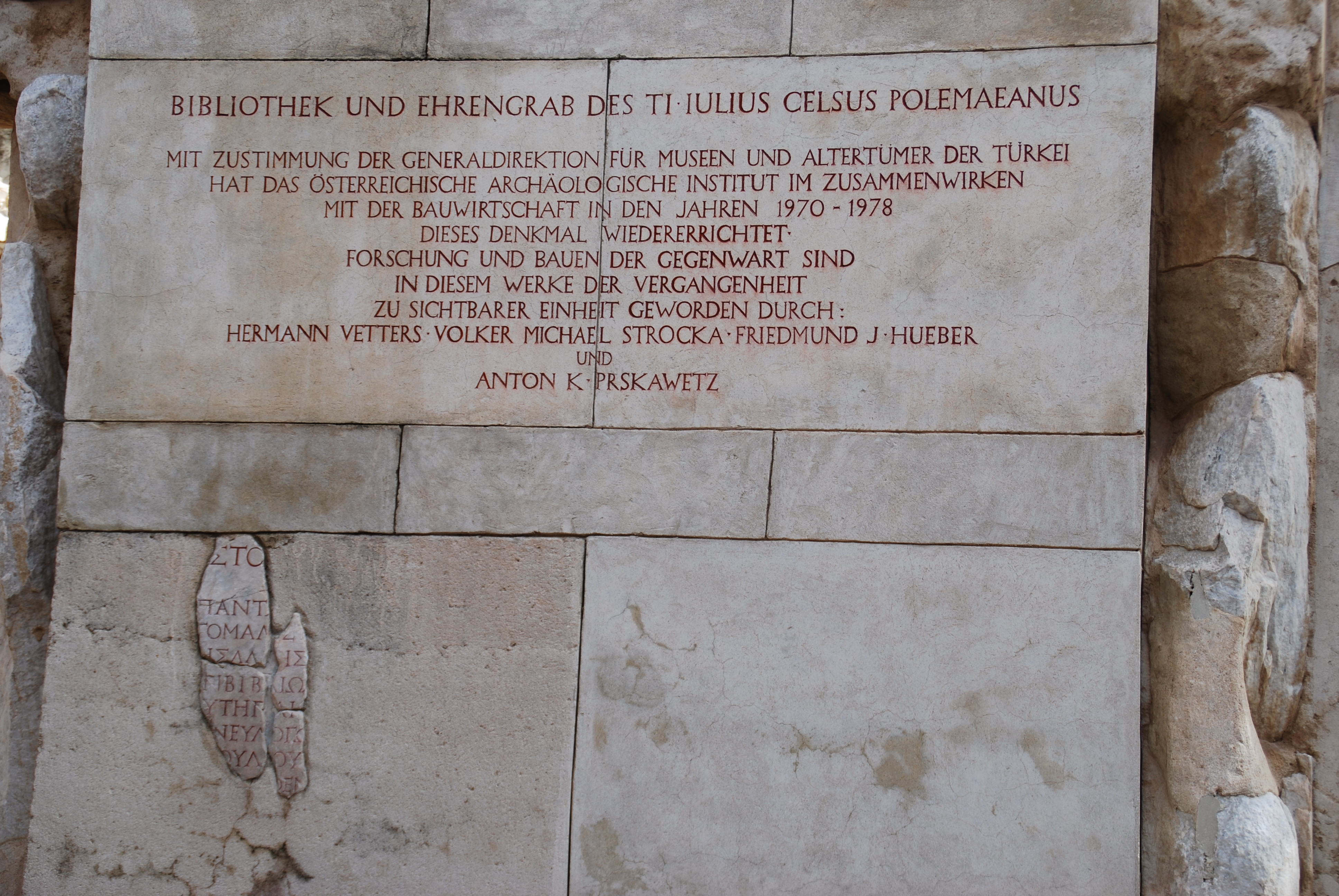
Inschrift zur Wiederaufbaugeschichte der eingestürzten Fassade

Ab 1967 war der Archäologe Volker Michael Strocka Gast der österreichischen Ausgrabungen in Ephesos. Dabei dokumentierte er die 750 Teile der eingestürzten Fassade, die teils im ganzen Stadtgebiet verstreut lagen und teils nach Izmir gebracht worden waren. Nachdem von einer deutschen Baufirma ein Kran und von einem österreichischen Bauunternehmer finanzielle Mittel zur Verfügung gestellt worden waren, begann der Wiederaufbau (Anastilosis) der Fassade. Von 1970 bis 1978 leiteten Strocka und der Wiener Architekt Friedmund Hueber die Rekonstruktion, die mit Hilfe von Restauratoren, Studenten und türkischen Arbeitern durchgeführt wurde. Stützen konnten sich Strocka und Hueber auf die akribische Rekonstruktion der Fassade anhand der verstreut herumliegenden Teile, die Wilhelm Wilberg bereits im Jahr 1908 veröffentlicht hatte. Außer der Wiedererrichtung der Fassade wurden die anderen erhaltenen Mauern mit neuen Ziegeln erhöht und der nur in Resten erhaltene Marmorfußboden in Kunststein ergänzt.:S. 326 f.

## Organisation
Da keine Reste der Schriftrollen gefunden wurden, kann nur spekuliert werden, wie viele Werke die Bibliothek umfasste. Ausgehend von der Größe der Nischen, die einst die Regale enthielten, hat Bernt Götze 1937 einen Berechnungsvorschlag vorgelegt. Er nahm dabei 30 Regale mit jeweils rund 13 Fächern an und errechnete daraus eine Bestandsgröße von rund 12.000 Schriftrollen. Es handelte sich also um eine große Bibliothek, die mit den größten Bibliotheken der Antike allerdings nicht mithalten konnte. Letztere enthielten mehrere hunderttausend Rollen. Da es im Gegensatz zu anderen antiken Bibliotheken keinen abgetrennten, ruhigen Lesesaal gab, ist vermutet worden, dass die Bibliothekshalle selbst der Lesesaal gewesen sein muss.
Der anfängliche Bestand und der laufende Betrieb wurde von den Erben des Iulius Celsus finanziert. Laut einer heute wieder dort angebrachten Inschrift an der Front des Gebäudes wurde der ständige Unterhalt der Bibliothek durch Zinsen aus einem dafür gestifteten Kapital von 25.000 Denaren bestritten. Zwar entnahmen die Erben anfangs 2000 Denare, um den Bau ohne eigene Unkosten vollenden zu können. Aus den Zinsen des restlichen Geldes kamen die Erben und Nachfahren wie vorgesehen für die Erhaltung des Baus, die Bezahlung der Bibliothekare und Neuerwerbungen auf.
Die Bibliotheksbesucher konnten wahrscheinlich nicht selbst an die wertvollen Schriftrollen gelangen. Im Untergeschoss befand sich zwischen ihnen und den Regalen ein durchlaufendes, marmorverkleidetes Podest von je einem Meter Höhe und Breite. Vermutlich entnahmen Bibliothekare im Bedarfsfall die Rollen. Bei einer Regalhöhe von fast drei Metern waren dazu Leitern notwendig. Es hatten wohl nur berechtigte Personen die Möglichkeit, an die Regale in den oberen Geschossen zu gelangen.

## Geschichte

### Die Stiftung
Die Daten der Fertigstellung und der Eröffnung der Bibliothek sind nicht bekannt. Nachdem die Annahmen der Forscher zuvor erheblich auseinandergegangen waren, datierte Josef Keil die Vollendung 1944 in die Jahre zwischen 117 und 125. Er stützte sich dabei auf die erstmals publizierten Inschriften.
Der Tod des Iulius Celsus wird vor dem Jahr 117 angesetzt. Nach einer erfolgreichen Karriere wurde er um 106 römischer Statthalter der Provinz Asia mit Sitz in Ephesos. Es wird vermutet, dass sich Iulius Celsus am geistigen Leben der Stadt beteiligte und vielleicht bereits die Stiftung einer Bibliothek plante. Der Bau erfolgte jedoch erst nach seinem Tod auf Kosten seines Sohnes Iulius Aquila, der es wie sein Vater zum Amt des Konsuls brachte. Der Sohn ließ das Gebäude zu Ehren seines Vaters errichten, fertiggestellt wurde es möglicherweise erst nach seinem Tod durch weitere Erben und Tiberius Claudius Aristion. Außer seiner Funktion als Bibliothek war es ein Denkmal der Familie, das nicht nur mit Statuen des Celsus und des Aquila, sondern auch mit Bildnissen anderer Nachkommen geschmückt wurde. Die Bestattung des Celsus in einem Sarg unter der Bibliothek fand untypischerweise innerhalb der Stadtmauern statt – was in der Antike als eine hohe und seltene Ehre galt.
Der aufwendige und im Stadtzentrum gelegene Bau erforderte einen hohen Kapitaleinsatz, weitere Kosten verursachten die Ausstattung und der ständige Unterhalt des Bibliotheksbetriebs. Zur damaligen Zeit war die Stiftung einer Bibliothek jedoch nicht ungewöhnlich; im Römischen Reich hatten zuvor schon zahlreiche hohe Beamte Bibliotheken gestiftet.

### Ende und Nachnutzung
Wie lange die Bibliothek in Betrieb war, ist nicht bekannt. Sicher ist, dass das Gebäude in der Spätantike bereits anderweitig in Verwendung gewesen sein muss (Forscher schließen das etwa aus damals hinzugebauten Säulen und Bögen im Inneren). Die Innenausstattung hatte man genauso wie das Dach entfernt, der dachlose Gebäuderest diente als Hof eines sich anschließenden Wohnhauses. Um 400 folgte schließlich ein größerer Umbau der Reste in eine Brunnenanlage. Dabei lief Wasser über die große Treppe, die einst zum nun vermauerten Bibliothekseingang führte. Die noch stehende Prachtfassade diente dem Brunnen als Schauwand, das Untergeschoss wurde mit Bauschutt angefüllt. Vor der ehemaligen Bibliothek fanden die Ausgräber in die Brunnenanlage verbaute Reliefplatten des sogenannten Partherdenkmals. Der Einsturz der Fassade erfolgte erst später, aller Wahrscheinlichkeit nach während eines Erdbebens. Vereinzelt wird angenommen, dass die Goten die Bibliothek durch ein Feuer vernichtet haben und dass die Fassade erst im hohen Mittelalter eingestürzt sei.:S. 329.

## Forschungsgeschichte und Nachwirkung
Eine 1903 beendete Ausgrabung des antiken Marktplatzes förderte unter anderem größere Bruchstücke eines noch unbekannten Gebäudes zu Tage. Dieses noch unbekannte Gebäude war die Celsus-Bibliothek, die wenig später direkt westlich des Marktes entdeckt wurde.
Die Ausgrabung der Bibliothek wurde von österreichischen Archäologen jeweils im Herbst 1903 und 1904 durchgeführt. Sie ergruben zunächst Teile der Fassade, die große Treppe, Platten des ehemaligen Partherdenkmals und den vorderen Teil der Bibliothek selbst. Erst während der zweiten Kampagne 1904 konnten sie den Rest der Bibliothek freilegen. Grabungsleiter war Rudolf Heberdey, vorläufige Berichte über die Ergebnisse wurden 1904 und 1905 veröffentlicht. Der an der Ausgrabung beteiligte Architekt Wilhelm Wilberg beschäftigte sich in der Folge mit der Wiederherstellung der für die Erforschung der kaiserzeitlichen Baukunst wichtigen Fassade und präsentierte sein Ergebnis im Jahr 1908. Die gefundenen Skulpturen und Reliefs wurden nur teilweise veröffentlicht, und zwar in den Grabungsberichten sowie einem 1905 erschienenen Katalog zu einer Ausstellung im Wiener Belvedere.
Eine zweite Ausgrabungsphase, wiederum von österreichischen Archäologen, startete 1926 unter dem Leiter Josef Keil. Im Jahr 1930 folgte der erste Bericht über den gefundenen Sarg des Celsus. Nach weiteren kleineren Untersuchungen im Zuge weiterer Kampagnen erschien schließlich 1944 die vollständige Publikation zu den Grabungsergebnissen der Bibliothek. Von 1954 bis zu seinem überraschenden Tod 1959 leitete Franz Miltner die Ausgrabungen und trieb dabei unter anderem die Wiedererrichtung der Fassade voran. Auch sein Sohn Gerhard Miltner war maßgeblich daran beteiligt.
Einer der in der wissenschaftlichen Behandlung umstrittenen Punkte ist die Funktion der schmalen Gänge, die den Bibliothekssaal umgeben. Sie wurden meist als Schutz vor der Feuchtigkeit der Außenmauer angesehen, es gibt aber auch andere Meinungen. Demnach sollen die Gänge Zwischenräume zum Wasserabfluss zwischen der Bibliothek und den Nachbargebäuden gewesen sein.
Aufgrund der Wiedererrichtung der Fassade gilt die Celsus-Bibliothek als berühmtestes erhaltenes Bibliotheksgebäude der Antike und als ein für die Architekturgeschichte der Kaiserzeit bedeutendes und prunkvolles Bauwerk.
Heute ist die Bibliothek eine der antiken Hauptattraktionen der Türkei und ein in der türkischen Fremdenverkehrswerbung oft verwendetes Motiv. Sie war auf der Rückseite zweier Banknoten der türkischen Lira abgebildet: von 2001 bis 2005 war es der 20-Millionen-Geldschein, von 2005 bis 2009 die 20-Lira-Note.